# Băbeni (Sălaj)
Băbeni (in ungherese Aranymező) è un comune della Romania di 1 892 abitanti, ubicato nel distretto di Sălaj, nella regione storica della Transilvania. 
Il comune è formato dall'unione di 5 villaggi: Băbeni, Ciocmani, Cliț, Piroșa, Poienița.

## Demografia[1]
Di seguito si riporta l'evoluzione demografica del comune.